# 韩国少数民族
韩国的少数族裔自20世纪中叶以来有所增长。尽管如此，韩国仍然是世界上种族最为同质化的国家之一，即人口中大多数属于一个民族，尽管与朝鲜相比，同质化程度远不及朝鲜。 自1953年朝鲜战争结束以来，韩国对外国影响变得更加开放，尤其是来自美国的影响。
2015年，韩国共有1,741,919名外国人，而2013年为1,576,034人。截至2015年9月，据行政自治部统计，包括移徙工人在内的韩国外国人口增加到180万人，占总人口的3.4％。 2022年，韩国的外国人口比例已上升至4.37％，即2,245,912人。其中一半是中国人（849,804人），其次是越南人（235,007人）、泰国人（201,681人）和美国人（156,562人）。

## 少数族裔

### 中国人
主条目：在韩华人
韩国最大的外国人群体是华人。
1970年，估计约有12万名华人居住在韩国。 然而，由于韩国政府的经济限制，这一数字可能已降至仅2.1万人左右。 从1990年代后期开始的10年间，在韩华人人数激增。到2000年代中期，估计在韩华人至少有30万，甚至可能超过100万。
2009年，估计有大约45万华裔韩国人。
居住在韩国的中国公民包括永久居民和非法移民，其中包括朝鲜族，具有韩国血统的中国公民）以及汉族人。在首尔西南部的大林洞和南九老一带有一个大型华人社区，在城南市也有一个较小但已成形的社区。在韩华人被韩国人称为华侨。
截至2016年，居住在韩国的中国国籍人士达71万人，其中包括50万朝鲜族、19万中国汉族以及2万台湾人。他们合计占韩国所有外国人总数的51.6%。

### 其他
韩国的第二大外国人群体是来自东南亚的外籍劳工，以及来自中亚（尤其是乌兹别克斯坦，主要是来自当地的高丽人）和蒙古的移民。在主要城市，特别是首尔，还有数量较少但不断增长的商务和教育相关外国人群体。来自英语国家的外教人数从1988年不到1,000人增长到2002年超过20,000人， 到2010年已超过22,000人。
在韩国还有28,500名美军现役人员和文职雇员，其中越来越多的人是与家属一同驻韩。

## 混合家庭
另请参阅：韩国的多元文化家庭
韩国人与外国人之间的婚姻近年来稳步增加。
2005年，韩国所有婚姻中有14%是与外国人的婚姻（约26,000对），大多数是农村韩国男性与来自贫困背景的亚洲女性结婚。由于高出生性别比以及20世纪60年代以来出生率的下降，导致40岁以下的韩国男性人数多于略年轻的韩国女性，从而造成对配偶的巨大需求。许多韩国婚姻介绍机构鼓励与中国人、越南人、菲律宾人、印尼人和泰国人女性的“国际婚姻”，使韩国的族裔问题变得更加复杂（参见邮购新娘）。

## 娱乐与艺术中的影响
韩国媒体受到外籍艺人的广泛影响。这些艺人通常持有有争议的E6签证，具有以下优势：地道的英语语言能力——虽然许多人也非常擅长双语表达，并推动韩国在文化多样性、形象和英语能力方面的发展。韩国的主流广播机构提供英语内容。 尽管监管较弱，韩国社会欢迎外籍人士的存在。
韩国是多家知名游戏和配音公司总部的所在地。 随着大众媒体的全球化，外籍人士成为许多制作的主要推动力，而由于韩剧的流行，竞争被描述为异常激烈。 美国的卡森·艾伦（Carson Allen）、 丹尼尔·乔伊·奥尔布赖特（Daniel Joey Albright）、 哈立德·塔皮亚（Khalid Tapia）； 南非的布朗温·马伦（Bronwyn Mullen） 以及澳大利亚演员 萨姆·哈明顿（Sam Hammington） 等电视名人广为人知，经常出现在热门综艺节目中。
一些表演者已成为家喻户晓的名字。资深美国演员艾萨克·德斯特（Isaac Durst）因其在儿童和家庭友好型电视和广播节目中的大量工作而闻名，尤其是在马修·雷德曼（Matthew Readman）之后出演《超级孩子》（Superkids）。 韩裔广播员 丽莎·凯利（Lisa Kelley）、 加纳出生的萨姆·奥基耶（Sam Okyere）、 加拿大体育评论员杰森·李（Jason Lee）、 以及来自美国的受欢迎广告配音演员理查德·金（Richard Kim） 因其对韩国媒体行业的影响而受到正式认可。他们的贡献如此频繁，以至于他们的声音被认为是韩国媒体，尤其是电视和广播中的常客。
在亚洲娱乐业的实际层面，蓬勃发展的配音行业利润丰厚。 美国出生的詹妮弗·克莱德（Jennifer Clyde）等知名配音演员， 被誉为“韩国的英语之声”，通过广告、游戏和配音影响数百万人。加拿大歌手杰西·戴（Jesse Day）、 凯莉·弗朗西斯（Kelly Frances）、 斯蒂芬·里维尔（Stephen Revere）、比利时DJ兼演员朱利安·昆塔特（Julian Quintart）、 以及法国表演者兼模特兼主持人法比安·尹（Fabien Yoon）通过内容、配音和现场表演做出贡献。 歌手兼演员萨米娅·芒茨（Samia Mounts）因在《精灵宝可梦》中的角色以及美韩双语配音而受到赞誉，她在韩国度过了青少年时期。 在古典音乐领域，瑞安·格斯尔博士（Dr. Ryan Goessl）在首尔创立了世界上最多样化的音乐组织之一——卡玛拉塔音乐公司（Camarata Music Company）。该组织拥有来自101个不同国家的成员，每年演出多达40场。格斯尔博士还以合唱团/管弦乐队指挥和古典声乐独奏家的身份出现在韩国的国家舞台上，同时指导韩国的古典、摇滚和KPOP歌手以及配音演员。
美食界也有其活跃的外籍人士：作家、餐厅经营者和导游乔·麦克弗森（Joe McPherson），他的作品曾登上《纽约时报》，并在安东尼·波登（Anthony Bourdain）访问首尔期间担任顾问。 此外，丹尼尔·格雷（Daniel Gray）是一位来自美国的被收养者，他凭借对本地美食的热爱和作家的身份建立了自己的品牌。
乔·麦克弗森还与肖恩·莫里西（Shawn Morrissey）共同运营“首尔的黑暗面”（Dark Side of Seoul）黑暗旅游项目。 两人还共同主持了“首尔的黑暗面”播客。 莫里西是一位遗产研究者和民俗学家，他根据“首尔的黑暗面”旅游项目创作了一本漫画书。
英语广播被认为是英语学习者的必备资源，韩国最知名的主持人之一、资深人士史蒂芬·哈瑟利（Stephen Hatherly）在英语电台TBSeFM主持了一档长期节目，该节目以他的名字命名。 美国人多萝西·南（Dorothy Nam）是一位备受赞誉的主持人和知名的韩裔美国人。
DJ圈正在赢得全球的尊重，同时也吸引了外籍专业人士的加入。 肚皮舞在韩国很受欢迎，由外籍人士如澳大利亚资深舞者贝琳达·阿扎尔（Belynda Azhaar）博士引领，她经常将表演与社会事业相结合。 英国DJ奥利·芬恩（DJ Fenner）被公认为本地和国际专业DJ。
随着首尔时尚产业的不断发展，外籍模特也越来越常见。其中，巴西资深模特简·阿基诺（Jane Aquino）是一位成功的外籍模特，曾与K-pop偶像合作，并为爱马仕（Hermes）等高端时尚品牌工作。 资深设计师兼模特朱利安·伍德豪斯（Julian Woodhouse，曾服役）因在首尔时尚界的突出表现并成功进入美国时尚行业而闻名。
YouTube在韩国也越来越受欢迎，美国资深人士大卫·莱文（David Levene）因其频道拥有50万订阅者而成为最知名的YouTuber之一。

### 统计数据

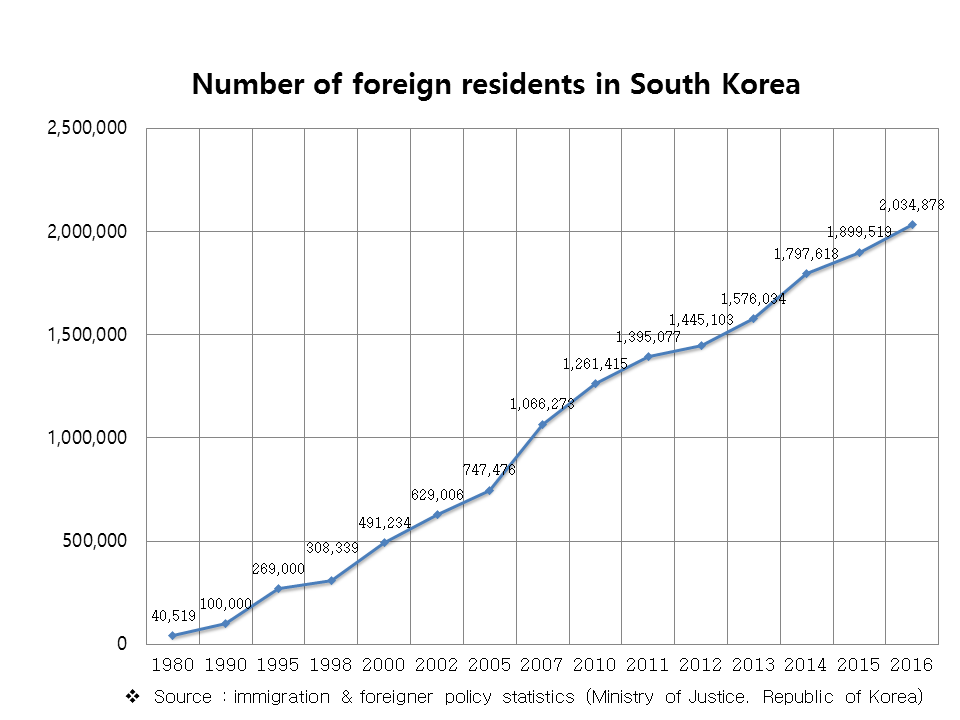
韩国外国人居民数量

按原籍国划分的居住在韩国的外国人百分比（2016年）。

截至2024年，韩国的外籍居民数量
截至 2022 年韩国外国居民数量    
| 年   | 外籍常住人口 |
| 1980 | 40,519       |
| 1990 | 100,000      |
| 1995 | 269,000      |
| 1998 | 308,339      |
| 2000 | 491,234      |
| 2002 | 629,006      |
| 2005 | 747,476      |
| 2007 | 1,066,273    |
| 2010 | 1,261,415    |
| 2011 | 1,395,077    |
| 2012 | 1,445,103    |
| 2013 | 1,576,034    |
| 2014 | 1,797,618    |
| 2015 | 1,899,519    |
| 2016 | 2,034,878    |
| 2017 | 2,180,498    |
| 2018 | 2,367,607    |
| 2019 | 2,524,656    |
| 2020 | 2,036,075    |
| 2021 | 1,956,781    |
| 2022 | 2,245,912    |

| Country    | 2021 (Aug.) | 2019      |
| ---------- | ----------- | --------- |
| 中國       | 851,615     | 1,101,782 |
| 越南       | 209,839     | 224,518   |
| 泰國       | 174,052     | 209,909   |
| 美国       | 145,724     | 156,982   |
|            | 66,181      | 75,320    |
| 俄羅斯     | 48,511      | 61,427    |
| 菲律賓     | 47,592      | 62,398    |
| 柬埔寨     | 41,239      | 47,565    |
| 蒙古国     | 37,963      | 48,185    |
| 尼泊尔     | 37,092      | 42,781    |
| 印度尼西亞 | 34,514      | 48,854    |
|            | 30,389      | 34,638    |
| 日本       | 28,631      | 86,196    |
| 臺灣       |             | 42,767    |
| 緬甸       |             | 29,294    |
| 加拿大     |             | 26,789    |
| 斯里蘭卡   |             | 25,064    |
| 香港       |             | 20,018    |
|            |             | 18,340    |
|            |             | 15,222    |
| 马来西亚   |             | 14,790    |
| 巴基斯坦   |             | 13,990    |
| 印度       |             | 12,929    |
| Others     |             | 104,898   |
| Total      | 1,976,000   | 2,524,656 |